# Église Saint-Pierre d'Asnières-en-Montagne
L’église Saint Pierre est une église catholique située à Asnières-en-Montagne,  dans le département français de la Côte-d'Or, en France.

## Localisation
L'église Saint-Pierre est située à l'entrée ouest du chef-lieu sur la RD 5D.

## Historique
L'église construite entre la fin du XIIIe siècle et le début du XIVe siècle a fait l'objet de remaniements importants et de réparations successives du XIVe siècle au XVIe siècle.

## Description

### Architecture
L'église est en forme de croix latine avec de très larges transepts et un chœur à fond plat. Ses toits à longs pans sont couverts d'ardoise.

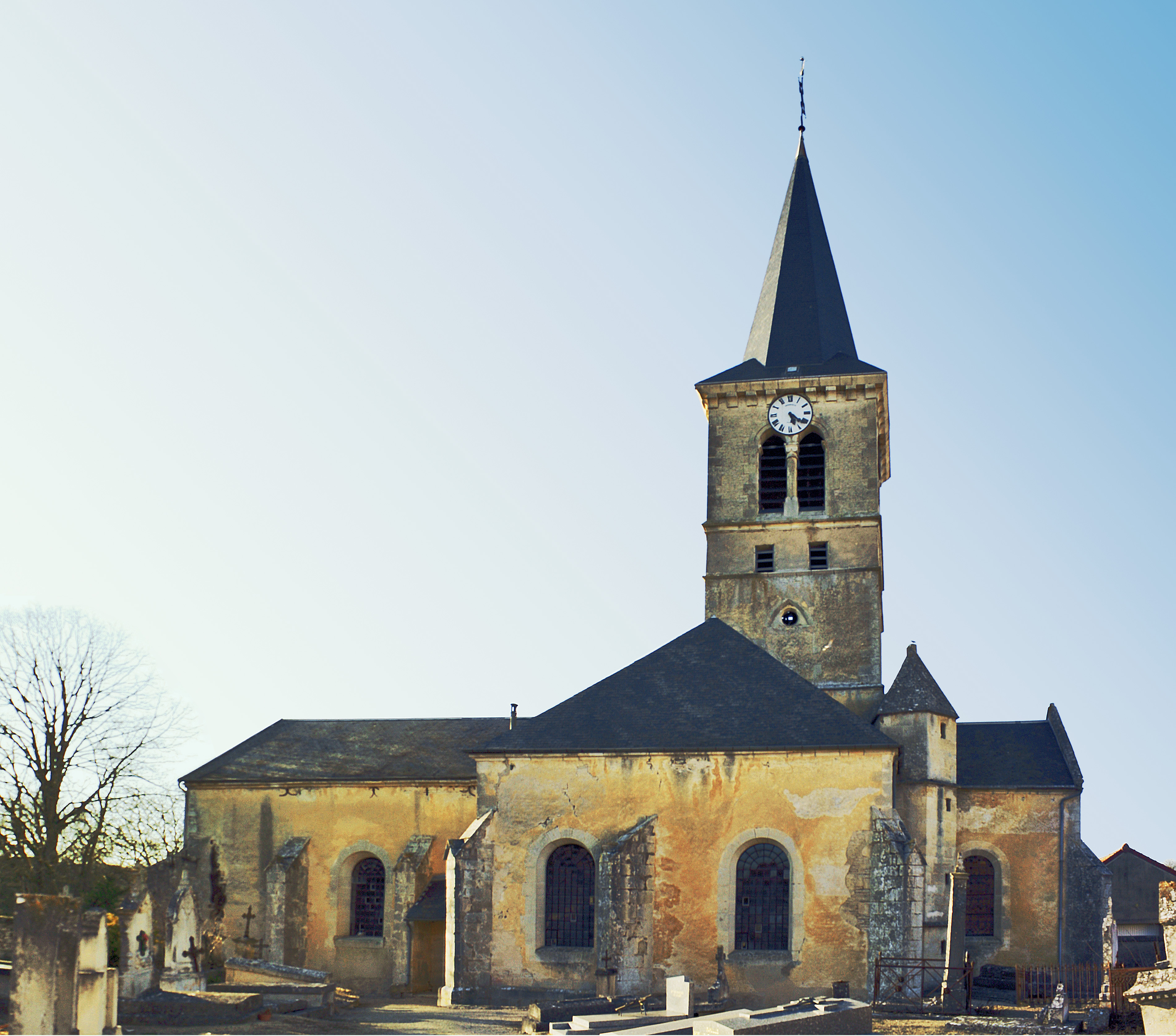
La façade sud.
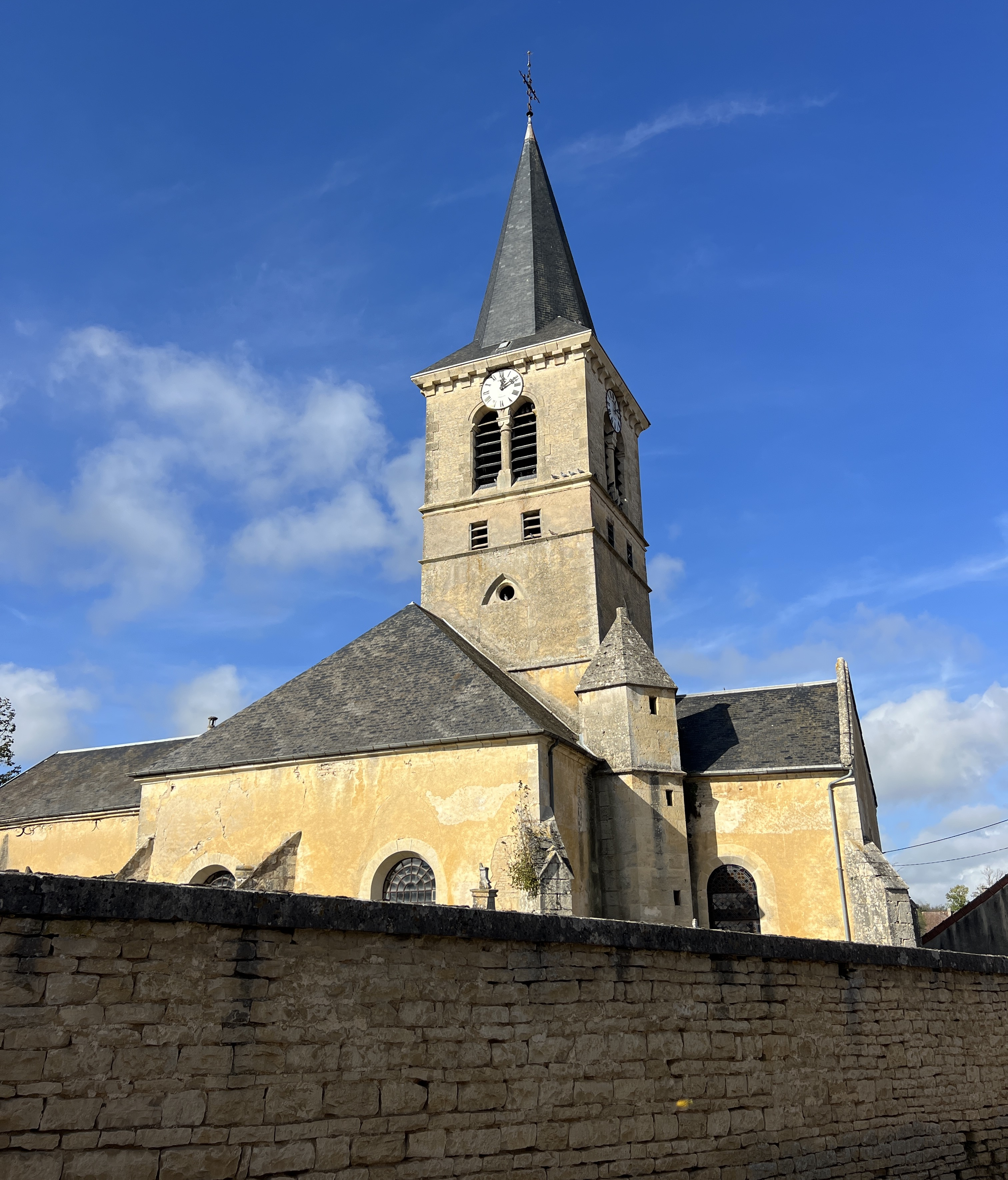
L'angle sud-est et le chevet.
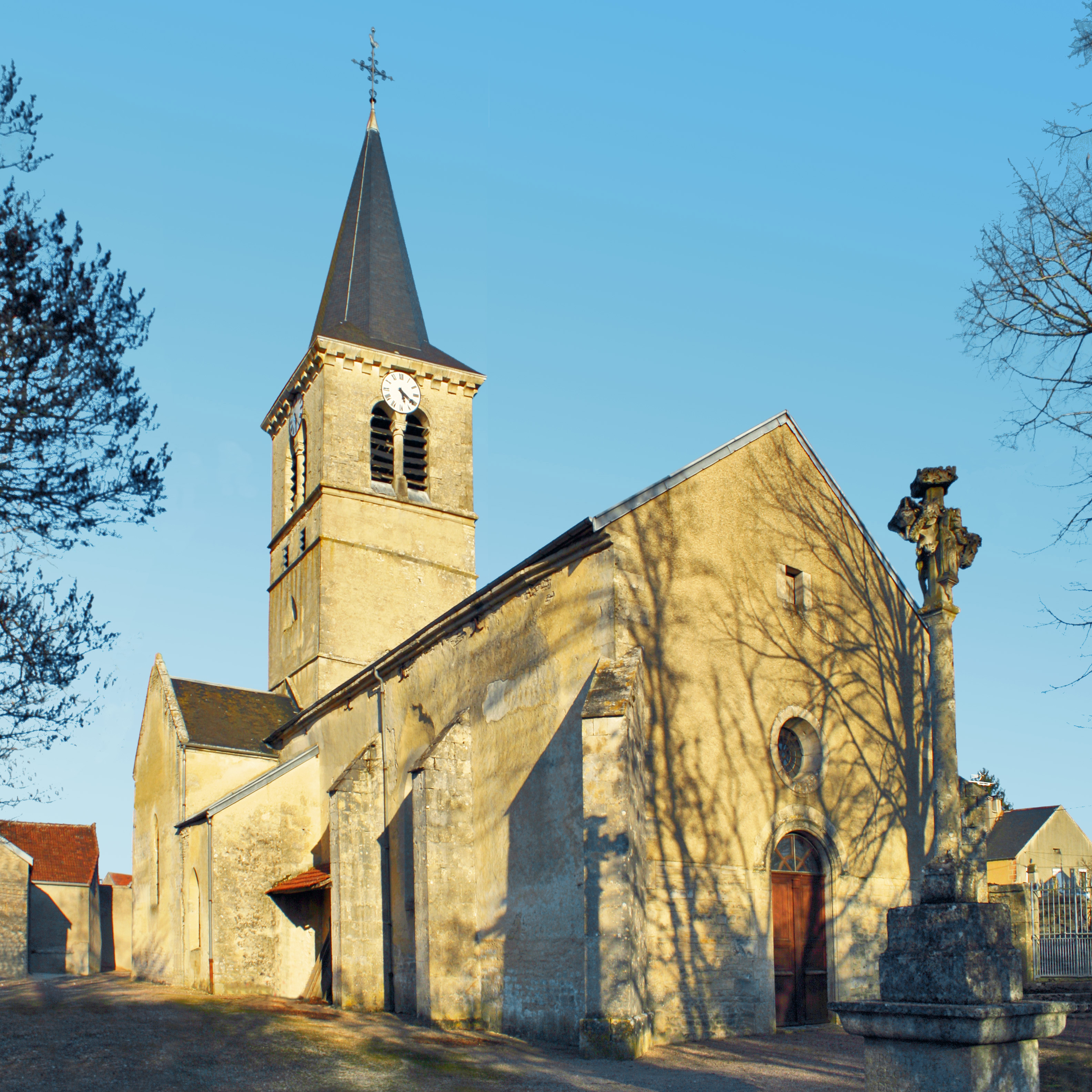
L'angle sud-ouest et le porche.

Son clocher, surmonté d'une flèche octogonale couverte d'ardoise, est situé à la croisée du transept. Il est percé de fenêtres géminées et de petites ouvertures triangulaires.

### Mobilier
- Treize statues inscrites ou classées dès 1920[3] : 
  - XVe siècle : pieta, Vierge à l'enfant, Vierge de miséricorde, saint Pierre, saint Jean de Réome, saint Jean Baptiste (1),
  - XVIe siècle : Christ en croix, saint Sébastien, saint Antoine, sainte Barbe, saint Mamès, saint Roch, saint Jean Baptiste (2)
- Vitraux remarquables de la baie du chœur.

## Protection
L'église Saint-Pierre est inscrite au titre des monuments historiques par arrêté du 29 juillet 1976.